# Arthur Leslie Varley
Arthur Leslie Varley MC, avstralski general, * 13. oktober 1893, † 13. september 1944.
Varley je preživel potopitev japonske transportne ladje Rakuyo Maru, a je potem izginil na morju.